# Elezioni presidenziali in Venezuela del 1993
Le elezioni presidenziali in Venezuela del 1993 si tennero domenica 5 dicembre, e videro la vittoria del conservatore Rafael Caldera, ultimo presidente non-chavista della storia del Paese.

## Risultati
Fonte:
| Candidati                      | Partiti               | Voti      | %     |
| ------------------------------ | --------------------- | --------- | ----- |
| Rafael Caldera                 | Convergenza Nazionale | 1 710 722 | 29,35 |
| Claudio Fermín                 | Azione Democratica    | 1 325 287 | 22,74 |
| Oswaldo Álvarez Paz            | COPEI                 | 1 276 506 | 21,90 |
| Andrés Velásquez               | La Causa Radical      | 1 232 653 | 21,15 |
| Altri e schede bianche o nulle | -                     | 284 048   | 4,87  |
| Totale                         | Totale                | 5 829 216 | 100   |